# 基大利禁食日
基大利禁食日（希伯來語：‎），也称为“基大利斋戒日”。
这一节日是为了纪念基大利遇害的小斋戒日，日期为提斯利月三日，也就是岁首的两天庆典后即是基大利斋戒日。如遇安息日，则顺延至提斯利月四日，因为安息日不可斋戒。
基大利是第一圣殿被毁之后，巴比伦王任命的以色利人总督，他在岁首时接待了来访的犹太王室后裔以实玛利，不料后者心怀不轨，在宴席上拔刀相向，杀害了基大利。此事引发了一系列连锁反应和谋杀，因为害怕巴比伦王的报复，以色列的犹太人被迫逃亡埃及，第一圣殿被毁之后以色列地区的短暂自治由此结束。
在《希伯来圣经》中，这一事件见于《耶利米书》41章与《列王纪下》25:25~26：
“七月间，王的大臣宗室以利沙玛的孙子、尼探雅的儿子以实玛利带着十个人，来到米斯巴见亚希甘的儿子基大利，他们在米斯巴一同吃饭。尼探雅的儿子以实玛利和同他来的那十个人起来，用刀杀了沙番的孙子、亚希甘的儿子基大利，就是巴比伦王所立为全地省长的。”（《耶利米书》41:1~2）
《圣经》文本中并未提及斋戒，不过也有人认为《撒迦利亚书》7:5、8:9中提及的“七月的禁食”便是指斋戒，而犹太教的巴比伦塔木德也承此说。
正式将基大利斋戒日确定下来的是《巴比伦塔木德》的《岁首卷》，按照书中的解释，基大利斋戒日与耶路撒冷城破斋戒日、圣殿被毁斋戒日、耶路撒冷围城斋戒日并列，因为这四个斋戒日都和圣殿被毁有关，而基大利能与圣殿并称的原因是“义人遇害与圣殿被毁同列”。
在当今以色列，基本只有宗教社区遵循这一斋戒日。